# Association Sportive de Monaco Football Club 2000-2001
Questa voce raccoglie le informazioni riguardanti l'Association Sportive de Monaco Football Club nelle competizioni ufficiali della stagione 2000-2001.

## Organigramma societario
Area direttiva
- Presidente: Jean-Louis Campora

Area tecnica
- Allenatore: Claude Puel
- Allenatore in seconda: Laurent Banide
- Preparatore dei portieri: Jean-Luc Ettori

## Maglie e sponsor
Lo sponsor tecnico per la stagione 2000-2001 è Kappa, mentre lo sponsor ufficiali è Vizzavi.
| Casa | Trasferta |  |

## Rosa
| N. |                         | Ruolo | Calciatore           |
| -- | ----------------------- | ----- | -------------------- |
| 1  | Francia (bandiera)      | P     | Stéphane Porato      |
| 2  | Cile (bandiera)         | D     | Pablo Contreras      |
| 2  | Italia (bandiera)       | D     | Christian Panucci    |
| 3  | Norvegia (bandiera)     | D     | John Arne Riise      |
| 4  | Messico (bandiera)      | D     | Rafael Márquez       |
| 5  | Francia (bandiera)      | D     | Philippe Christanval |
| 6  | Francia (bandiera)      | D     | Martin Djetou        |
| 7  | Portogallo (bandiera)   | C     | Costinha             |
| 8  | Francia (bandiera)      | C     | Ludovic Giuly        |
| 9  | Francia (bandiera)      | A     | Xavier Gravelaine    |
| 10 | Argentina (bandiera)    | C     | Marcelo Gallardo     |
| 11 | Italia (bandiera)       | A     | Marco Simone         |
| 12 | Francia (bandiera)      | D     | Ousmane Dabo         |
| 14 | Haiti (bandiera)        | A     | Wagneau Eloi         |
| 15 | Francia (bandiera)      | D     | Franck Jurietti      |
| 16 | Francia (bandiera)      | P     | André Biancarelli    |
| 17 | Belgio (bandiera)       | D     | Philippe Léonard     |
| 18 | RD del Congo (bandiera) | A     | Shabani Nonda        |

| N. |                      | Ruolo | Calciatore       |
| -- | -------------------- | ----- | ---------------- |
| 19 | Francia (bandiera)   | C     | Grégory Lacombe  |
| 20 | Croazia (bandiera)   | A     | Dado Pršo        |
| 21 | Svezia (bandiera)    | C     | Pontus Farnerud  |
| 22 | Francia (bandiera)   | C     | Nicolas Bonnal   |
| 23 | Francia (bandiera)   | D     | Bruno Irles      |
| 25 | Francia (bandiera)   | D     | Éric Abidal      |
| 27 | Francia (bandiera)   | D     | Julien Rodriguez |
| 28 | Argentina (bandiera) | A     | Diego Quintero   |
| 29 | Francia (bandiera)   | D     | David Di Tommaso |
| 30 | Francia (bandiera)   | P     | Jean-Marie Aubry |
| 32 | Francia (bandiera)   | D     | Gaël Givet       |
| 33 | Francia (bandiera)   | D     | Nicolas Plestan  |
| 34 | Mali (bandiera)      | C     | Djibril Sidibé   |
| 35 | Romania (bandiera)   | A     | Florin Răducioiu |
| 40 | Francia (bandiera)   | P     | Patrice Luzi     |
| 13 | Francia (bandiera)   | D     | Yanis Cavaglia   |
| 24 | Norvegia (bandiera)  | C     | Hassan El Fakiri |

## Risultati

### UEFA Champions League

#### Prima fase a gironi
| Arbitro: | Daudén Ibáñez |

|                                |           |                             |
| Jardel 16’ Hagi 29’ Capone 80’ | Marcatori | 50’ Nonda 62’ (rig.) Simone |

| Arbitro: | Uzunov |

|  |           |                    |
|  | Marcatori | 8’ van Bronckhorst |

| Arbitro: | Romain |

|                                             |           |  |
| Simone 13’, 38’, 41’ Farnerud 77’ Nonda 84’ | Marcatori |  |

| Arbitro: | Cesari |

|                 |           |  |
| Schopp 39’, 88’ | Marcatori |  |

| Arbitro: | Pedersen |

|                                              |           |                       |
| Contreras 6’ Bonnal 19’ Simone 22’ Nonda 26’ | Marcatori | 24’ Ünsal 63’ Korkmaz |

| Arbitro: | Micheľ |

|                    |           |                         |
| Miller 3’ Mols 52’ | Marcatori | 39’ Costinha 78’ Simone |